# Lampadas Labyrinthus
Il Lampadas Labyrinthus è una formazione geologica della superficie di Titano.